# 英国の在華治外法権およびその関連特権取り消しに関する中英条約

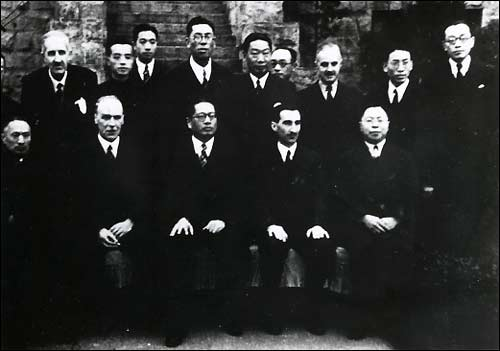
条約に署名した代表団。前列左から、顧維鈞、ホレス・ジェームズ・シーモア、宋子文、ヒュー・エドワード・リチャードソン、呉国楨。

英国の在華治外法権およびその関連特権取り消しに関する中英条約（えいこくのざいかちがいほうけんおよびそのかんれんとっけんとりけしにかんするちゅうえいじょうやく、英語: Sino-British Treaty for the Relinquishment of Extra-Territorial Rights in China、中国語: 中英關於取消英國在華治外法權及處理有關特權條約）、または中英平等新約（ちゅうえいびょうどうしんやく、英語: Sino-British New Equal Treaty）とは、1943年1月11日、重慶において中華民国国民政府とイギリス政府との間で締結された二国間条約である。条約の正式名称は「連合王国およびインドの国王陛下と中華民国国民政府主席閣下との間の、中国における治外法権およびその関連事項の規定取り消しに関する条約（英語: Treaty Between His Majesty in Respect of the United Kingdom and India and His Excellency the President of the National Government of the Republic of China for the Relinquishment of Extra-Territorial Rights in China and the Regulation of Related Matters、中国語: 聯合王國及印度國王陛下和中華民國國民政府主席閣下關於放棄在中國治外法權有關事項的規定的條約）」である。
この条約により、イギリス政府は中国における一切の特権的権利を放棄した。これは、第二次世界大戦中に中国政府との協力関係を強化し、連合国側との結束を深めるための融和的措置であった。同日、アメリカ合衆国と中国も同様の条約（中国語: 中美平等新約）を締結している。
批准書は1943年5月20日に重慶で交換され、同日条約は発効した。この条約は1944年9月30日に国際連盟条約集に登録された。

## 背景

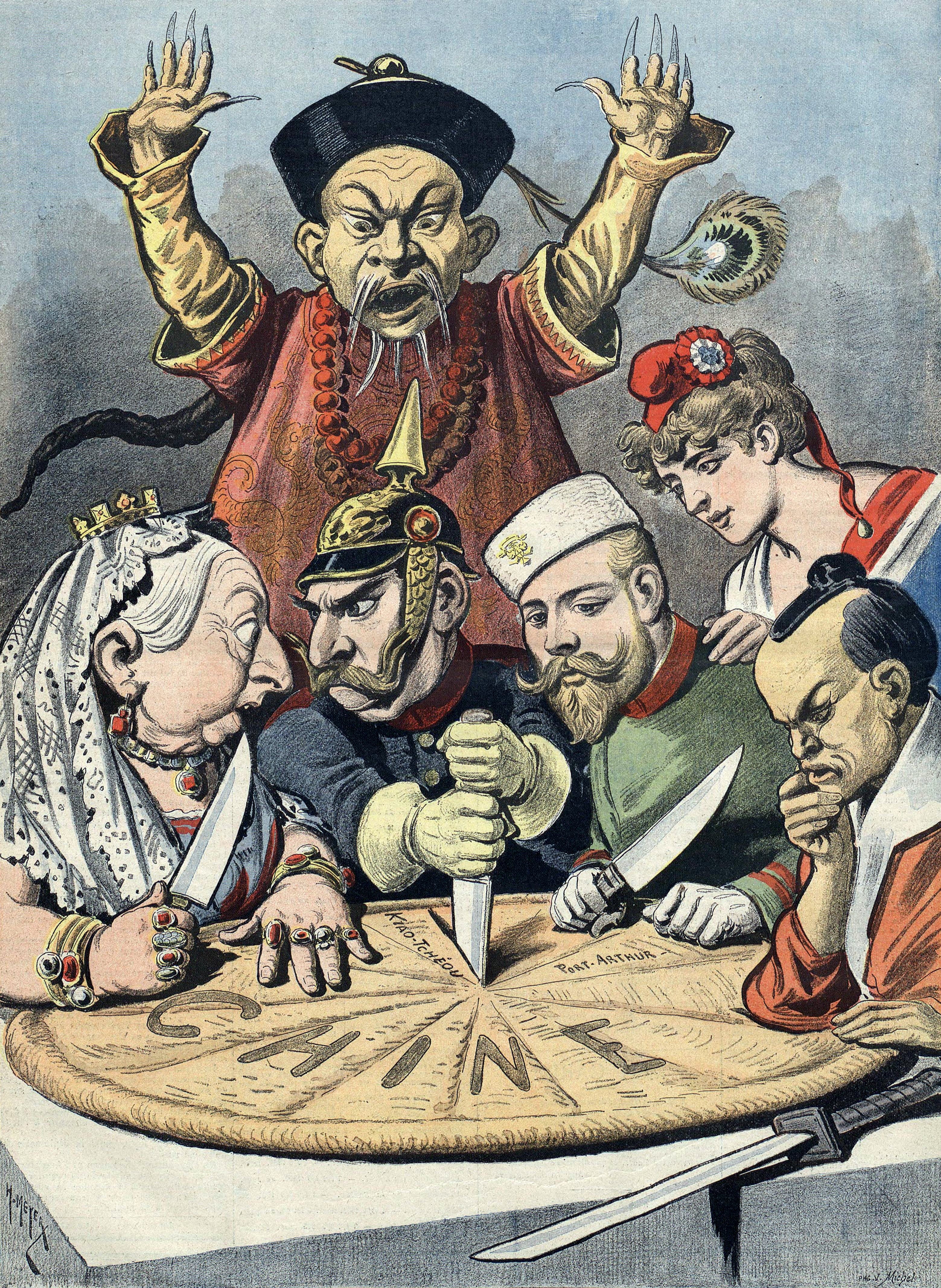
イギリス、ドイツ、ロシア、フランス、日本による中国の瓜分を題材とした1898年の風刺画

1842年に締結された南京条約により、イギリス政府は中国において治外法権を含む特権を得た。これには主にイギリス企業に対する通商権および在華イギリス国民に対する治外法権が含まれていた。イギリス臣民は、中国で犯罪を犯した場合や民事訴訟を起こされた場合でも、中国の法廷ではなく、イギリス領事裁判所または「英国高等領事裁判所（英語: British Supreme Court for China and Japan）」でのみ裁かれることになっていた。
1937年の日本による中国侵略、そしてその後の第二次世界大戦における英中米三国の軍事協力の逼迫した状況により、中国における治外法権の条件を変更する必要が生じた。1940年7月18日、イギリスのウィンストン・チャーチル首相は議会において、戦後平和が実現した時点で中国における治外法権を放棄する意向を政府として有していることを表明した。この問題は1941年12月の太平洋戦争勃発後に再び提起され、その際にはアメリカの立場がイギリスの立場に大きな影響を及ぼすことになった。1942年3月の時点で、アメリカ国務省の当局者たちは、中国政府との関係改善のため、既存の協定を中国側に有利なかたちで変更する必要があるとの認識で一致していた。同年4月25日、イギリス政府はアメリカ政府に宛てた覚書において、原則として治外法権の撤廃に同意する姿勢を示しつつも、その交渉は戦争終結後に延期すべきだと提案した。これに対してアメリカ政府は5月6日付の回答で、現時点での中国における治外法権の撤廃は望ましくないとしつつも、中国政府からの要請があれば検討に応じる用意がある旨を伝えた。1942年8月27日には、アメリカのコーデル・ハル国務長官が、仮に治外法権撤廃の交渉が始まる場合には、その条約には以下のような規定を盛り込むべきだと示唆した：
- 1901年の北京議定書および上海共同租界の廃止
- 北平の外交官居留地の終了にともなう法的問題の解決
- 新たな政策のもとにおける、外国人による一部不動産所有の継続を認めるための法的取り決め
- アメリカ人が中国において享受する権利と同等の権利を中国人がアメリカで享受することの確保
- 米中両国間における領事代表権の相互主義の確立
- 戦争終結後6か月以内に包括的な新通商条約の締結交渉を開始すること
- 中国におけるアメリカ国民の権利に関するすべての紛争は国際法の原則に則って解決されること

当初、イギリス政府はハルの提案に対して積極的ではなかったが、アメリカ政府はロンドンに対してすぐに重慶国民政府との交渉を開始するよう強く促した。戦争が終わるまで待つと、中国民衆からの圧力が強まり、彼らが英米両政府に対してより厳しい立場を取らざるを得なくなることを懸念したためである。1942年10月3日、アメリカ政府はハルの提案に基づいた米中新条約案をイギリス政府に提出した。
中国側は1942年8月、蔣介石の日本事務顧問であるWang Beng-shenと重慶のイギリス大使館のメンバーとの会話の中で、治外法権廃止の意向を初めて示した。中国側は、中国政府が上海における治外法権を廃止したいと考えており、イギリス企業に対してはその都市で特別な地位を付与する用意があると述べた。
アメリカの圧力を受け、イギリス政府は1942年10月初めに中国政府との間で治外法権廃止に関する交渉を開始することに同意し、10月9日に英米両政府はその旨を中国政府に正式に通知した。
1942年10月28日、駐華イギリス大使のホレス・ジェームズ・シーモアは正式に新条約の交渉に入った:2。交渉の結果、1943年1月に中国とイギリス、アメリカそれぞれとの間で治外法権の放棄に合意する2つの類似した条約の締結に至った。

## 協議
条約の文言は、1942年8月27日にハルが提案した内容と似ており、戦後により詳細な合意を行う余地を残すため、簡潔なものとなっていた。
- 第1条 - 条約がイギリス帝国および中華民国のすべての領土に適用されることを規定
- 第2条 - 中国におけるイギリス国民および企業に対する領事裁判権を与えるすべての国際協定を廃止することを規定
- 第3条 - 1901年9月7日の北京議定書を廃止し、将来的に北京の公使館地区（英語版）の管理を中国政府に返還することを約束（この条項は、当時北京が日本軍占領下にあったため、主に象徴的な意味）
- 第4条 - 上海、厦門、天津、広州（当時これらは日本の占領下にあった）におけるイギリスの行政権および管理権を終了
- 第5条 - イギリス国民および企業が中国で所有する不動産に関する既存の権利と所有権を、中国政府の保護のもとで、中国法に従って保護することを保障
- 第6条 - イギリス政府と中国政府の通商関係における相互主義を確保
- 第7条 - 両国の外交官業務に関する規定
- 第8条 - 戦争が終了してから6ヶ月後に新通商条約の交渉を開始することを規定
- 第9条 - 条約の批准について規定

## 香港問題
中国側の顧維鈞は香港問題を両国の議論の俎上に載せようと試み、「九龍租借地（新界）」も他の外国租界と共に中華民国に返還されるべきだと提案した。しかし、この提案は当時のイギリス首相ウィンストン・チャーチルによって激しく拒否された。また、イギリス政府は中華民国に対して、新界が不平等条約に含まれないことを明記した書面での同意を要求し、それがなければ条約に署名しないと告げたため、中華民国は九龍租借地に関する議題を放棄せざるを得なかった。最終的に両国は条約に署名し、中華民国はイギリスに対して香港問題を後日改めて提起する権利を確保するための正式な書簡を送った。蔣介石のこの問題に対する態度は、初期の文献では「軟弱」と見なされていたが、後の学者たちはそれを現実的なものと考えている。